# Червона Горка (Брагінський район)
Червона Горка (біл. пасёлак Чырвоная Горка) — село (поселення) в складі Брагінського району, розташоване в Гомельській області Білорусі. Село підпорядковане Бурковській сільській раді і в ньому, до Чорнобильської катастрофи, мешкало 92 людини, але через радіаційне забруднення всі 20 сімей були переселені.
Поселення Червона Горка розташоване на південному сході Білорусі, в південній частині Гомельської області - орієнтовне розташування [Архівовано 25 грудня 2018 у Wayback Machine.], неподалік від районного центру Брагіна (за 17 кілометрів на північний-захід).